# The Low End Theory
The Low End Theory è il secondo album in studio del gruppo hip hop statunitense A Tribe Called Quest, pubblicato il 24 settembre 1991 dalla Jive Records. È stato più volte citato come uno dei migliori album del genere alternative hip hop, inserito nella Lista dei 500 migliori album secondo Rolling Stone alla posizione numero 154 e da Vibe tra i 100 immancabili album rap del XX secolo.
Supportato dal singolo principale "Check the Rhime", The Low End Theory ha debuttato al numero 45 della classifica Billboard 200. Al momento della sua uscita, il potenziale commerciale dell'album è stato messo in dubbio dai critici musicali e dai dirigenti della Jive. Tuttavia, l'uscita di due singoli aggiuntivi, "Jazz (We've Got)" e "Scenario", ha portato ulteriore attenzione e popolarità al gruppo.

## Storia
Dopo l'album di debutto, People's Instinctive Travels and the Paths of Rhythm (1990), uno dei quattro componenti originali, Jarobi White, lascia il gruppo per studiare cucina. Anche per questo motivo Phife Dawg, dopo una discussione con il collega Q-Tip, decide di aumentare la sua partecipazione nell'album, e insieme si impegnano per dare più visibilità al gruppo. Q-Tip ha citato l'album Straight Outta Compton degli N.W.A. come fonte di ispirazione per l'album.
Il gruppo ha anche assunto il contrabbassista Ron Carter per realizzare la traccia Verses from the Abstract, bassista che il rapper Q-Tip ha definito "uno dei bassisti più importanti del secolo". Carter ha accettato di collaborare a patto che il gruppo evitasse parolacce e profanità, e Q-Tip gli ha risposto che le tracce avrebbero trattato problemi sociali reali.
L’album è stato prodotto principalmente dal membro del gruppo Q-Tip, creando un suono molto minimalista, basato su loop di bassi, loop di batteria e campionamenti jazz. Liricamente, l’album tratta temi quali: commenti sulla società, giochi di parole, ironia e forti interazioni tra i membri del gruppo Q-Tip e Phife Dawg (quest’ultimo aveva appena scoperto di essere afflitto da diabete, e proprio per questo motivo ha chiesto di poter partecipare maggiormente nei lavori del gruppo).

## Tracce
1. Excursions - 3:53
2. Buggin' Out - 3:38
3. Rap Promoter - 2:13
4. Butter - 3:39
5. Verses from the Abstract (con Vinia Mojica) - 3:59
6. Show Business (con Lord Jamar, Sadat X, Diamond D) - 3:53
7. Vibes and Stuff - 4:18
8. The Infamous Date Rape - 2:54
9. Check the Rhime - 3:36
10. Everything Is Fair- 2:59
11. Jazz (We've Got) - 4:09
12. Skypager - 2:13
13. What? - 2:29
14. Scenario - (con Leaders of the New School) - 4:10

## Contributi
- Ron Carter - basso
- A Tribe Called Quest - arrangiatore, produttore, mixing
- Skeff Anselm - produttore
- Charlie Brown - voce
- Busta Rhymes - voce
- Pete Christensen - ingegnere del suono
- Diamond D - voce
- Eric Gast - ingegnere del suono
- Joe Grant - fotografia
- Rod Hui - ingegnere del suono
- Gerard Julien - ingegnere del suono
- Tim Latham - ingegnere del suono
- Ali Shaheed Muhammad - DJ
- Bob Power - ingegnere del suono, mixing
- Q-Tip - voce
- Anthony Saunders - ingegnere del suono
- Jamey Staub -	ingegnere del suono
- Sadat X - voce
- Lord Jamar - voce
- Vinia Mojica - voce
- Tom Coyne - Mastering
- Jim Kvoriac - ingegnere del suono
- Dan Wood - ingegnere del suono
- Dinco D - voce
- Marc Singleton - ingegnere del suono
- Zombart JK - design
- Phife Dawg - voce
- Christopher Shaw - ingegnere del suono